# Simon Béla (festő)
Simon Béla (Fogaras, 1910. december 15. – Pécs, 1980. október 30.) erdélyi magyar festőművész. A Munkácsy Mihály-díjas kiváló alkotó pályájának egy része szűkebb szülőhazájához, Erdélyhez, míg életének második szakasza, magyarországi áttelepedése után a Dunántúl déli tájaihoz kötődik.

## Életpályája
Korán kitűnt rajztudásával és így jutott el a főiskolára. Tanulmányait a kolozsvári Szépművészeti Iskolában kezdte (1928–31), majd néhány éves megszakítással a budapesti Képzőművészeti Főiskolán (1936–39) Szőnyi István irányításával folytatta. 1934-ben elnyerte a Szinyei Merse Pál Társaság Nemes Marcell-díját. 1936-ig első felesége birtokán, a Dés melletti Kaplyonban gazdálkodott és festett. Az 1940-es évek első felében a szilágysági Selymesilosván tanított. Innen küldte be festményeit a Barabás Miklós Céh kiállításaira, ennek 1944-es megszűnéséig számon tartott tagja volt. Festményei – munkajelenetek, portrék, tájképek – az első időkben még erőteljesen mesterének, Szőnyi Istvánnak  hatását mutatták.
A második világháborúban katonaként átélte Budapest ostromát, majd Baranya megyébe, Alsószentmártonba került. 1960-tól a pécsi Művészeti Gimnáziumban tanított. Hazalátogatásai során a szülőföld nosztalgikusan elkísérő képeit örökítette meg:
- Csicsói pásztorok (1960);
- Borvizes leányka (1969);
- Nagyapámék háza (Udvarhely, 1970);
- Fogarasi emlék (1962–70).

Palettájának jellegzetes vörös színei elsőként Kós Károly-portréján jelentek meg. 1968-ban festett Tamási Áron-portréja arcképfestészetének egyik csúcsa. Művei megtalálhatók a Magyar Nemzeti Galériában, képeinek állandó gyűjteménye Siklóson tekinthető meg.